# Коляда Микола В'ячеславович
Мико́ла В'ячесла́вович Коляда́ (нар. 20 травня 1992) — український футболіст, півзахисник.

## Біографія
Микола Коляда народився 20 травня 1992 року. У ДЮФЛУ до 2009 року виступав у складі ФК «Квасилів» (8 матчів, 8 голів) та «КОЛІПС-Штурм» (Костопіль, 41 матч, 4 голи). 2009 рік Микола провів за рівненський «Верес» у Другій лізі (3 поєдинки), також по 1 поєдинку Микола зіграв за «Верес» у Кубку України та Кубку Ліги. 2010 року перейшов до «ОДЕКу», у складі якого зіграв 3 поєдинки в аматорському Чемпіонаті України та 2 в аматорському Кубку України, після цього футболіст виступав за аматорську «Славію» з Рівного. У 2011 році Микола переїхав до Словаччини, де він виступав у складі клубу Третьої ліги ЛАФК (Лученець). У складі команди з Лученця він провів 32 поєдинки та відзначився 3 забитими м'ячами. Першу половину сезону 2014 року футболіст провів в «ОДЕКу», а у другій половині виступав уже за аматорську «Агрофірму-П'ятихатську», у складі якої того сезону він провів 1 поєдинок в аматорському чемпіонаті України, 5 в аматорському Кубку України та ще 2 в чемпіонаті Кіровоградської області. У складі «Агрофірми» того сезону Микола став срібним призером аматорського чемпіонату України та переможцем чемпіонату Кіровоградської області. У 2015 році футболіст зіграв 7 матчів (3 голи) в аматорському чемпіонаті України та 5 матчів (1 гол) у чемпіонаті Кіровоградської області. У сезоні 2015/16 Микола Коляда зіграв 23 поєдинки (1 гол) та допоміг команді стати бронзовими призерами Другої ліги. 2016 року також виступав за фарм-клуб «Інгульця», команду «Інгулець-2». 10 листопада 2016 року було офіційно повідомлено, що Коляда залишив петрівський клуб за обопільною згодою сторін у статусі вільного агента.

## Досягнення
- Друга ліга чемпіонату України
  -  Бронзовий призер (1): 2015/16
- аматорський Чемпіонат України
  -  Срібний призер (1): 2014
- Чемпіонат Кіровоградської області
  -  Чемпіон (1): 2014